# Discours sur l'état de la Nation (Luxembourg)
Pour les articles homonymes, voir Discours sur l'état de l'Union.
Le discours sur l'état de la Nation (en luxembourgeois : Lag vun der Natioun) est un discours prononcé chaque année par le Premier ministre du Luxembourg devant la Chambre des députés et couvre la situation économique, sociale et financière du pays et est suivi d'un débat à la Chambre sur ces questions.
L'article 99 du recueil de la Chambre des députés faisant partie du Chapitre II : « Débat sur l’état de la nation » dispose ainsi : « chaque année, au cours du premier semestre, sauf décision contraire de la Conférence des Présidents, le Président du Gouvernement fait à la Chambre une déclaration de politique générale sur l'état de la nation ». De façon générale, le discours est prononcé en avril.

## Historique
En raison de la pandémie de Covid-19 au Luxembourg, la déclaration sur l'état de la Nation est annulée pour le mois de mai et repoussée au mois de juillet.